# Apogonia improba
Apogonia improba är en skalbaggsart som beskrevs av Louis Albert Péringuey 1904. Apogonia improba ingår i släktet Apogonia och familjen Melolonthidae. Inga underarter finns listade i Catalogue of Life.